# ThriXXX
ThriXXX ist ein österreichisches Entwicklerstudio für Erotikspiele, das durch Titel wie 3D SexVilla 2 und Chathouse3D bekannt wurde und nach eigenen Angaben Weltmarktführer in dem Bereich 3D-Erotikspiele ist.

## Geschichte
ThriXXX ist seit 2001 in der Erotikbranche tätig und befindet sich in Innsbruck, Tirol. Ursprünglich produzierten die Entwickler 3D-Flugsimulationen für das Militär, doch als diese scheiterten und die Firma pleiteging, wurde die 3D-Engine für Sexspiele weiter ausgebaut. Im Frühjahr 2001 erschien dann das erste Spiel mit dem Titel 3D Luder. Hauptmarkt sind die USA, wo das Studio mit Firmen wie Playboy oder Hustler kooperiert. Illegale Inhalte werden von dem Studio verboten und gelöscht und der Jugendschutz soll gewahrt werden.
Mitte Dezember 2010 zeigte das Studio, wie die Bewegungssteuerung der Kinect für Sexspiele verwendet werden kann. Eine Freigabe von Microsoft für die Xbox 360 wurde daraufhin untersagt, allerdings soll die Kinect auch unter Microsoft Windows und Linux verwendet werden können.
Seit 2013 will das Studio vermehrt Virtuelle Realität für seine Spiele ermöglichen und nutzt dabei Head-Mounted Displays wie die Oculus Rift. Außerdem versucht das Studio sexuelle Peripheriegeräte wie einen Masturbator mit einem sogenannten Vstroker mit den Spielen kompatibel zu halten, so dass dieser Signal senden und empfangen kann.
Neben dem Erotikbereich wird in dem Gebäude auch eine Unterfirma für 3D-Animationen von dem gleichen Geschäftsführer geleitet, die unter anderem dafür verwendet wird, um die verpönte Erotikproduktion verdeckter zu halten.

## Spiele

### 3D SexVilla
3D SexVilla ist eine Erotik-Simulation und Nachfolger von 3D Luder, die es den Nutzern ermöglicht sexuelle Szenen nachzustellen. Dafür stehen ihnen mehrere weibliche und männliche Avatare zur Verfügung, die an unterschiedlichen Orten und mit verschiedener Kleidung und anpassbaren Aussehen miteinander, mit sich selbst oder mit Gegenständen interagieren können. Unterstützt werden Betriebssysteme ab Microsoft Windows XP. Das Spiel muss käuflich erworben werden, bietet aber eine kostenlose Demoversion an. Spezielle Wünsche und Inhalte lassen sich über einen Store nachrüsten. So fügt das Fetisch 3D-Pack zum Beispiel Inhalte aus dem Bereich BDSM hinzu. Mitte 2009 erschien der Nachfolger mit dem Namen 3D SexVilla 2.

### Chathouse3D Roulette
Da 3D SexVilla und viele andere Spiele des Studios nur im Einzelspielermodus gespielt werden können, wurde das Spiel Chathouse 3D Roulette entwickelt, welches ein Massively Multiplayer Online Game für Cybersex ist. Dabei kann der Spieler seinen Avatar kontrollieren und mit Partnern über einen Chat kommunizieren.

### Weitere
Weitere Spiele des Entwicklers sind 3D Gay Villa 2, 3D GoGo 2, 3D Luder, Hentai3D und Pussy Saga.

## Auszeichnungen
- Venus Award für Chathouse 3D für die beste Innovation des Jahres 2013[1][16]